# Joan Tardà i Coma
Joan Tardà i Coma   (Cornellà de Llobregat, 26 de setembre de 1953) és un polític i professor català, militant d'Esquerra Republicana de Catalunya (ERC)
i catedràtic de llengua i literatura catalanes a l'IES Esteve Terradas.

## Biografia
Militant comunista de Bandera Roja (organització) i del PSUC del 1974 al 1976. D'ençà de la seva fundació participà en l'Assemblea de Batlles i Regidors Nacionalistes d'Esquerra, s'integrà en l'organització política Nacionalistes d'Esquerra (NE) i en el Comitè de Solidaritat amb els Patriotes Catalans, creat a Cornellà al principi dels anys vuitanta. En dissoldre's NE, s'afilià a Esquerra i n'ha estat president a Cornellà durant el període 1996-1999.
Formà part del primer ajuntament democràtic de Cornellà de Llobregat, el 1979, elegit com a independent en la candidatura del PSUC. El 1999 fou elegit regidor de l'Ajuntament, on encapçalava la candidatura d'Esquerra, i el 2003 va ser reelegit en el càrrec, al qual va renunciar el setembre del 2004. Diputat per la província de Barcelona a les eleccions generals espanyoles de 2004, 2008 i 2011. Actualment és Portaveu del grup d'ERC-RI-CATSÍ al Congrés dels Diputats.
Ha destacat en la seva tasca parlamentària per les seves intervencions en català, cosa que l'enfrontaren sovint amb el president de la Cambra, Manuel Marín, i per les propostes sobre la Llei de Memòria Històrica. El desembre de 2008 va protagonitzar una polèmica durant el Dia de la Constitució en cridar en un acte de les JERC "mori el Borbó", al·legant que era un crit popular del 1714 durant la Guerra de Successió.
Al novembre del 2013, un encès debat a les xarxes socials sobre una equivocació a l'hora de votar una esmena porta el diputat a denunciar en una carta insults i amenaces. La polèmica sorgeix quan Víctor Suárez, activista de l'asturià, li recrimina el seu vot en contra a l'esmena pressupostària de Fòrum Astúries que proposava un pressupost estatal de 143.000 € per a l'Acadèmia de la Llengua Asturiana. Tardà va justificar la seva decisió adduint a un "error procedimental".
Vinculat als moviments reivindicatius ciutadans i de dinamització cultural, és soci de diverses associacions i entitats ciutadanes, d'entre les quals destaca el Rugbi Club Cornellà, l'AVV Casc Antic i la Coordinadora Contra la Marginació. Forma part de la Junta Directiva de L'Avenç, entitat creada per a la defensa del patrimoni cultural i arquitectònic de Cornellà, i és membre fundador del Moviment del Voluntariat Lingüístic de Cornellà. És autor de diversos llibres de recerca històrica sobre la comarca del Baix Llobregat i la ciutat de Cornellà.
En les eleccions generals espanyoles de 2015 Joan Tardà va anar de número dos de la llista per Barcelona, d'Esquerra Republicana de Catalunya.

## Obres
- Republicans i catalanistes al Baix Llobregat a principi del segle xx : modernització dels comportaments polítics i socials, 1900-1923 (1991)
- Proceso hacia la independencia : 10 años de reflexiones sobre la relación Cataluña-España (en castellà).  El Siglo, 2017. ISBN 9788461797639.